# Nicolae Moga
Nicolae Moga (n. 25 octombrie 1952, Constanța, România) este un politician român, ales ca senator de Constanța în legislaturile 2008-2012, 2012-2016 și 2016-2020.
În a doua legislatură, a ocupat și funcția de vice-președinte al Senatului în Biroul Permanent. 

## Biografie
Nicolae Moga a fost admis, în 1973, la vârsta de 21 de ani, la cursurile de 4 ani, de subingineri, ale Facultății de Energetică din cadrul Institutului Politehnic București, specializarea Centrale Termoelectrice.
După absolvire, lucrează pe șantiere importante ale României:
- 1977-1980: este Șef Lot în cadrul Energomontaj Turceni, unde pune în funcțiune Grupul nr.1;
- 1980-1986: este Șef Brigadă în cadrul Energomontaj Năvodari, la montajul ecluzelor de la Năvodari și Cernavodă;
- 1986-1991: Director adjunct Management - Energomontaj CNE Cernavodă, sectorul Termocentrale Electrice.

În perioada 1993-2008 migrează în zona privată, devenind Manager coordonator lucrări construcții-transport la SC.TRACON SRL.
Momentul 1989 înseamnă pentru Nicolae Moga participarea la Revoluție, fapt recompensat în 1992 (decretul 226/1992) cu titlul de "Luptător pentru victoria Revoluției române din decembrie 1989 - remarcat prin fapte deosebite", activând ca membru al Asociației "Tomis", precum și cu un teren de 4.608 metri pătrați în baza Legii 42, în zona Mamaia-Sat. 
Începând cu anul 2002 își completează aceste studii tehnice, urmând cursurile Facultății de Drept și Științe Juridice din cadrul Universității Ecologice din București (privată) (2002-2006) și, în paralel (2002-2004), studii postuniversitare de Management și Finanțare Locală.
În plan politic, în perioada 1991-1993 deține funcția de subprefect al Județului Constanța, fiind reprezentant liberal. Zece ani mai târziu (2003-2004) devine membru PSD și este numit iar subprefect al Județului Constanța. De asemenea, devine membru în Comitetul Executiv Constanța și Consilier Municipal în Consiliul Municipal.
Începând cu anul 2008 și până în prezent a fost ales în 3 legislaturi de senator (2008-2012, 2012 - 2014 și 2014 - Prezent) în care a ocupat diverse funcții:
- Vicepreședinte Senat (prima legislatură),
- Vicepreședinte Comisia pentru Apărare, Ordine Publică și Siguranță Națională.
- Chestor Senat;
- face parte din diverse grupuri de prietenie cu parlamentele altor state (Turcia, Republica Federativă a Braziliei, Republica Tadjikistan, Cote d'Ivoire)[2].

Începând cu data de 24 iulie 2019 a fost numit Ministru de interne, înlocuind-o pe Carmen Dan în guvernul condus de Viorica Dăncilă.
În plan social, este Membru Fondator al Universității "Ovidius" din Constanța și al Universității "Andrei Șaguna". De asemenea, timp de 4 ani (1996-2000) a fost Președinte al Televiziunii Neptun Constanța.